# Изёр (кантон)
Изё́р (фр. Yzeure) — кантон во Франции, находится в регионе Овернь, департамент Алье. Входит в состав округа Мулен.
Код INSEE кантона — 0333. Всего в кантон Изёр входит 6 коммун, из них главной коммуной является Изёр.
Кантон был образован в 1973 году.

## Коммуны кантона
| Коммуна          | Население, чел. (1999) | Почтовый индекс | Код INSEE |
| ---------------- | ---------------------- | --------------- | --------- |
| Вильнёв-сюр-Алье | 939                    | 03460           | 03316     |
| Жентин           | 559                    | 03400           | 03121     |
| Изёр             | 12 696                 | 03400           | 03321     |
| Оруэ             | 319                    | 03460           | 03011     |
| Сент-Аннемон     | 617                    | 03400           | 03229     |
| Треволь          | 1 366                  | 03460           | 03290     |

## Население
Население кантона на 2006 год составляло 16 571 человек.
| 1962   | 1968   | 1975   | 1982   | 1990   | 1999   | 2006   | 2007 | 2008 |
| ------ | ------ | ------ | ------ | ------ | ------ | ------ | ---- | ---- |
| 13 153 | 14 968 | 17 031 | 17 031 | 17 342 | 16 496 | 16 571 | —    | —    |